# Химично разлагане
Химичното разлагане е химичен процес, при който от едно изходно вещество се получават два или повече продукта. Химичното разлагане обикновено се разглежда и дефинира като понятие точно противоположно на химичния синтез.

## Примери
Калциевият карбонат (CaCO3) се разлага на калциев оксид (CaO) и въглероден диоксид (CO2).
CaCO3 -> CaO + CO2

Живачният оксид (HgO) се разлага на живак (Hg) и кислород (O2).
2HgO -> 2Hg + O2

Калиевият перманганат (KMnO4) се разлага на калиев манганат (К2MnO4), манганов диоксид (MnO2) и кислород (O2).
2KMnO4 -> K2MnO4 + MnO2 + O2
При пропускане на електричен ток през вода (H2O) се получава водород (H2) и кислород (O2).
2H2O -> O2 + 2H2